# Hrebionka
Hrebionka lub Hrabionka (Grebionka) (biał. Грабёнка) – wieś na Białorusi na północ od drogi łączącej Ihumeń z Mińskiem. 
Miejsce bitwy pomiędzy Wojskiem Polskim a Armią Czerwoną w trakcie wojny 1920 r. Zmuszone do odwrotu przez przeważające siły nieprzyjaciela polskie oddziały XII Brygady Piechoty zostały 9 lipca 1920 r. okrążone pod wsią Hrebionka. Dostrzegając krytyczny moment bitwy, czasowo dowodzący 4. Pułkiem Ułanów Zaniemeńskich rotmistrz Władysław Rozlau, nakazał wykonanie siłami szwadronu technicznego i plutonu z 2. szwadronu pułku gwałtownej szarży w szyku konnym na rozwinięte tyraliery sowieckiej piechoty. Bohaterskie uderzenie ułanów doprowadziło do paniki w szeregach bolszewików, po czym rozbiciu uległy 70., 71. i 72. pułki strzeleckie. Polskie zwycięstwo było całkowite. Oddziały XII Brygady Piechoty mogły się wycofać bez przeszkód. Straty sowieckie to co najmniej 127 zabitych i wielu rannych, polskie to 6 ułanów zabitych (w tym 1 oficer), 3 rannych i 11 koni.

## Linki zewnętrzne

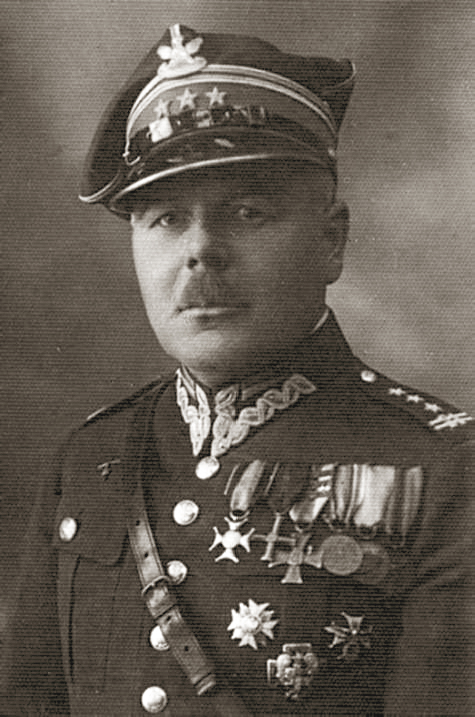
Władysław Rozlau